# No Trigger
I No Trigger sono una band Melodic hardcore punk formatasi nel 2001 nel Massachusetts, USA.

## Storia
Si ispirano ad altre band hardcore come gli Strike Anywhere ed i No More Black e godono di un discreto successo all'interno della comunità punk rock americana, tanto che (prima che venissero ingaggiati dalla Nitro Records nel 2005) erano stati definiti dalle fanzine Pastepunk e Punknews come la "miglior band priva di contratto in America".
Nel 2004 la band ha esordito pubblicando per una piccola casa discografica la raccolta di brani, precedentemente pubblicati con etichette di autoproduzione, col nome Extinction in Stereo. Nel 2006 hanno invece pubblicato per la Nitro Records il loro primo album studio Canyoneer.
La band ritorna dopo 4 anni di inattività con l'EP Be Honest pubblicato il 14 dicembre 2010. L'uscita del terzo album verrà pubblicato il 21 febbraio 2012 intitolandosi Tycoon, dopo ben sei anni dall'uscita dell'ultimo lavoro.

## Formazione
- Tom Rheault - voce
- Tom Ciesluk - basso
- Jon Strader - chitarra
- Billy Bean - chitarra
- Erik Perkins - batteria

## Discografia

### Album studio
- 2005 - Extinction in Stereo (raccolta, ripubblicata nel 2007)
- 2006 - Canyoneer
- 2012 - Tycoon
- 2023 - Dr. Album

### Altri lavori
- 2003 - The World Is Not a Stage (autoprodotto)
- 2004 - Split (vs/ Wasteland) (autoprodotto)
- 2010 - Be Honest

### Apparizioni in compilation
- 2007 - Think Punk Vol. 1